# Strzelce Dolne (grodzisko)

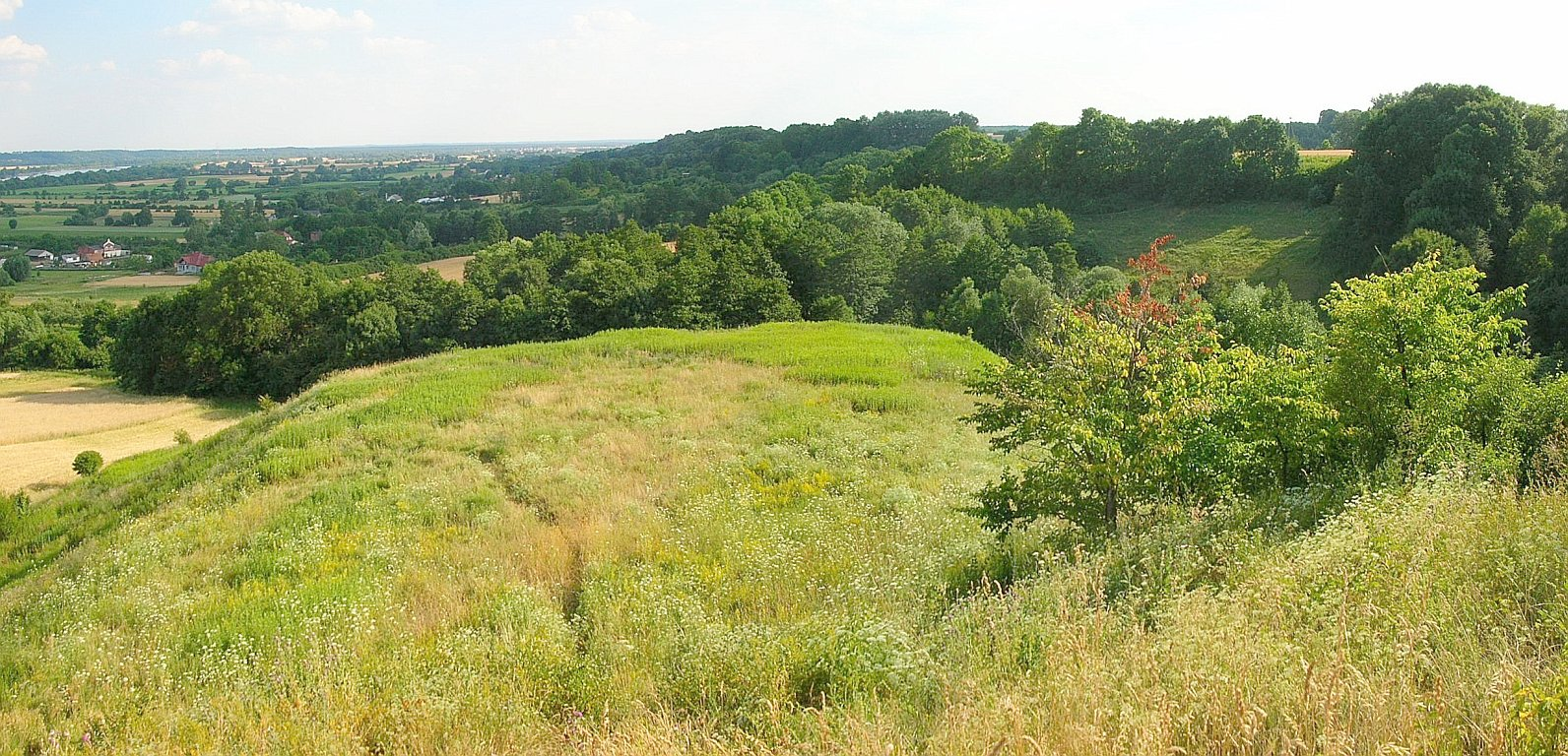
Widok ze szczytu w kierunku południowym na płaskowyż oraz parów strzelecki

Strzelce Dolne – grodzisko wczesnośredniowieczne zbudowane przez Piastów po 950 roku. Znajduje się kilka km na północ od rubieży Bydgoszczy, niedaleko drogi wojewódzkiej z Bydgoszczy-Fordonu do Włók.

## Położenie
Grodzisko leży na cyplu morenowym na zachodnim zboczu Doliny Dolnej Wisły. Od strony południowej gród sąsiaduje z parowem strzeleckim, od wschodu z doliną Wisły. Na szczycie znajduje się pagórek ze stromymi zboczami, wyniesiony 8 m ponad poziom majdanu. 
Jest on prawdopodobnie pochodzenia późniejszego. U podnóża od strony południowej znajduje się płaski taras. 
Należy podkreślić, że grodzisko leży na wyjątkowo eksponowanym miejscu, skąd rozpościerają się rozległe widoki na Dolinę Dolnej Wisły. Atrakcyjności krajobrazowej sprzyja fakt, że dolina jest w tym miejscu stosunkowo wąska (ok. 3 km).

## Prace wykopaliskowe
Prace wykopaliskowe na terenie grodziska przeprowadzono w latach 1964–1970. 
W ciągu pięcioletnich badań uzyskano pełny przekrój grodziska w osi wschód-zachód i północ-południe oraz wykonano wykop w jego południowej części. Znaleziono kilka tysięcy naczyń glinianych, 157 przedmiotów żelaznych, kościanych, rogowych i kamiennych. Wśród nich były groty strzał datowane na XI-XII wiek, noże, osełka, grzebienie rogowe, szydła i igły kościane oraz elementy uprzęży końskich. 
Rozpoznano stałe elementy fortyfikacyjne oraz kulturalne.
W warstwach kulturowych odkryto m.in. srebrny dirhem arabski oraz zespół siekańców monet i ozdób srebrnych. Monety arabskie datowane na I połowę X wieku stanowią jedna z największych kolekcji tych zabytków odkrytych na Pomorzu Wschodnim.

## Charakterystyka
W wyniku prac wykopaliskowych stanowisko zostało uznane za zbudowany przez Piastów gród obronny i duży zespół osadniczy, największy w rejonie dzisiejszej Bydgoszczy w X wieku. Początek jego funkcjonowania ocenia się na drugą połowę X wieku - pierwszą połowę XI wieku i wiązać należy z ekspansją Polan w kierunku Pomorza Wschodniego. 
Obok osiedla obronnego odkryto zespół kilku osiedli otwartych – wiejskich (m.in. w Gądeczu) oraz cmentarzysko.
W otoczeniu grodziska szczególnie imponująco prezentuje się sucha dookólna fosa, wcięta tarasowato w stok przy górnej krawędzi wzgórza. Dzięki niej w południowej części obiektu uzyskano przed naziemnymi konstrukcjami wału obronnego prawie pionową ścianę o 3,5 m wysokości wykopaną w glinie. Mimo silnego zniszczenia górnych warstw kulturowych oraz reliktów wału obronnego w wyniku gospodarki rolnej, udało się odtworzyć obraz jego konstrukcji wałowych.
Stwierdzono dwie fazy przebudowy wałów. Wał starszej fazy osadniczej posadowiony był w pasie 6-metrowej szerokości, przy czym nasyp jądra wału wewnątrz wzmocniony był luźną konstrukcją przeładunkową. W 1967 r. odkryto również częściowo naruszony zespół belek wskazujący wyraźnie na konstrukcję izbicową.
Przy jego wewnętrznej stronie odkryto domostwo półziemiankowe. W świetle tego odkrycia i przykładów innych grodzisk można wznosić, że wokół wału układał się dookólnie pojedynczy rząd podobnych domostw mieszkalnych zwróconych frontem w kierunku pustego majdanu osiedla.
W pobliżu grodu odkryto sieć osiedli otwartych. W świetle odkryć nasion zbóż i pozostałości kostnych zwierząt domowych można stwierdzić, że dominowały zajęcia rolnicze, przy znikomym udziale myślistwa i rybołówstwa. Zespoły żelaznych, kościanych, rogowych, glinianych i kamiennych narzędzi i ozdób, będących wytworami mieszkańców wskazuje na rozwój różnych rzemiosł i handlu.
Zniszczenie i opuszczenie grodu nastąpiło najprawdopodobniej podczas pomorskiej kampanii Bolesława Krzywoustego w latach 1113–1116. Nie podjęto jego odbudowy.

## Galeria

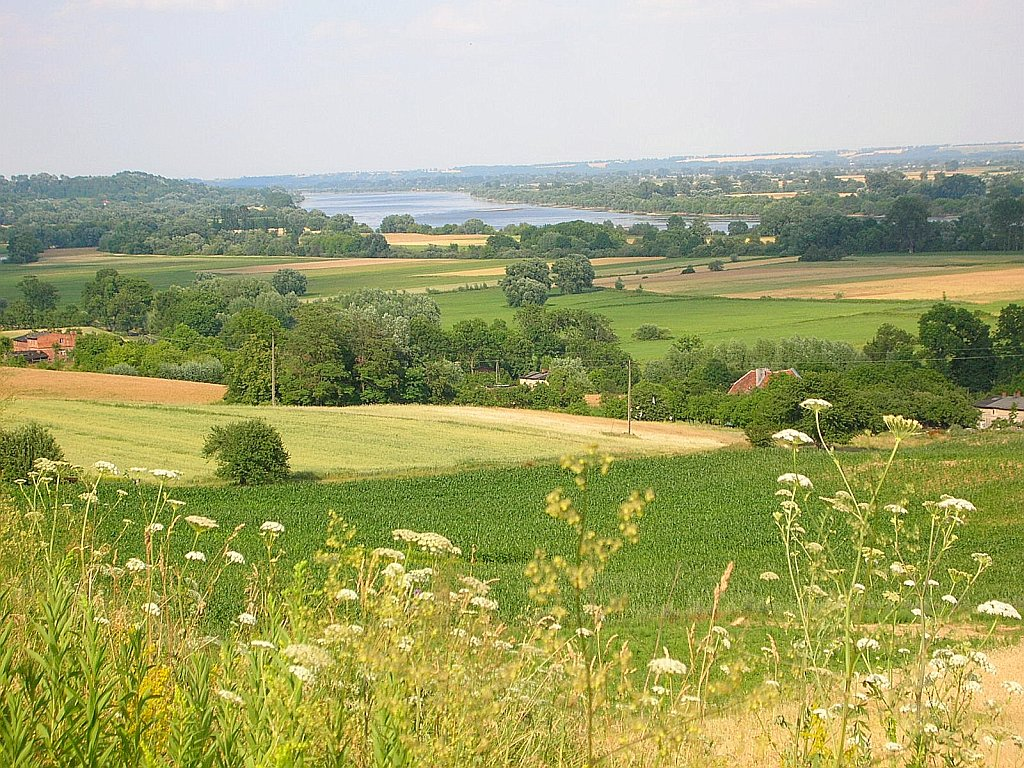
Widok ze szczytu na Dolinę Fordońską - kierunek płn
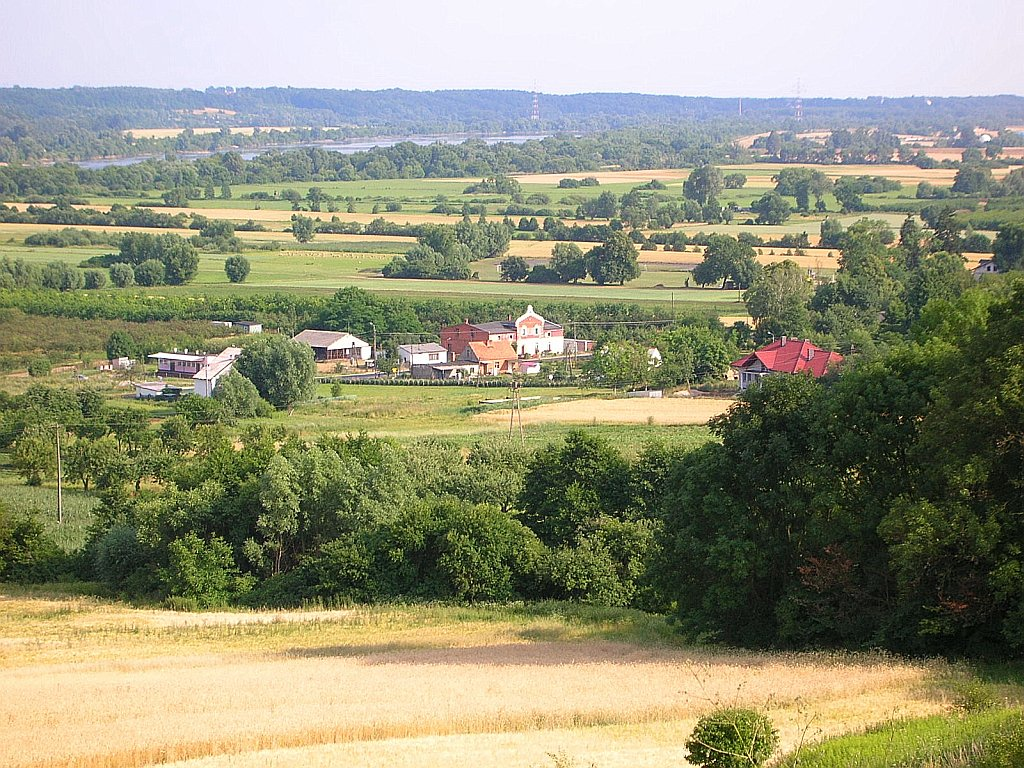
Widok ze szczytu na Dolinę Fordońską - kierunek płd